# Polychelidae
Die Polychelidae sind eine Familie der Zehnfußkrebse (Decapoda). Ihre Arten kommen weltweit in allen Ozeanen vor und sind charakterisiert durch das Vorhandensein von Scheren an den ersten vier Beinpaaren. Fossile Funde reichen bis in das Obere Jura.

## Merkmale
Der Carapax der Polychelidae ist rücken- und bauchseitig abgeflacht und hat eine eiförmig bis fast eckige Form. Seine seitlichen und vorderen Kanten sind vorgezogen und mit Spitzen versehen. Das Rostrum besteht aus einem oder zwei unscheinbaren Dornen. Die gestielten Augen sind reduziert, seitlich ausgerichtet und mit dem Rand des Carapax verbunden. Die Polychelidae sind blind.
Die Tergite und Pleurae des Abdomens können eben oder stark strukturiert sein und besitzen einen medianen Grat. Das Pleuron des zweiten abdominalen Segments ist merklich größer und überlappt die Pleurae des ersten und zweiten Segments. Das Telson ist dreieckig bis lanzenförmig. Der Exopodit der Uropoden hat keine Diaeresis. Der Endopodit kann kleine Zähnchen bzw. Zipfel an seiner inneren Kante vorweisen.
Die basalen Segmente des ersten Antennenpaares sind relativ groß, abgeflacht und zur Körpermitte hin (mesial) granuliert oder mit Spitzen versehen. Die beiden Geißeln des ersten Antennenpaares sind unterschiedlich lang, das jeweils äußere ist sehr kurz, das innere ist in etwa genauso lang wie die Geißel des zweiten Antennenpaares. Der Exopodit der zweiten Antennen, der Scaphocerit, ist kurz und von länglicher oder lanzettlicher Form.
An den ersten vier Schreitbeinpaaren befinden sich Scheren. Das fünfte Schreitbeinpaar ist entweder bei beiden Geschlechtern einfach oder chelat, oder nur bei Weibchen mit einer Schere versehen. Die Scheren des ersten Beinpaares sind größer und robuster, die Scherenfinger überkreuzen sich bei geschlossener Schere. Das erste Paar der Schwimmbeine ist bei Männchen spachtelförmig (spatuliform), das zweite Paar besitzt Appendices masculina. Die Schwimmbeinpaare zwei bis sechs sind zweigliedrig, jeweils mit Appendix interna.

## Verbreitung und Lebensraum
Die Arten der Polychelidae sind weltweit verbreitet, wobei sie in den Polarmeeren nicht vorkommen. Sie werden hauptsächlich in Meerestiefen von 500 m bis 1500 m gefunden. Arten der Gattung Willemoesia leben in Tiefen zwischen 2000 m und 5000 m.
Polychelidae sind Prädatoren und Bestandteil des Benthos. Üblicherweise verstecken sie sich in selbst gegrabenen Höhlen und greifen aus diesem Hinterhalt ihre Beute an.

## Systematik
Die Polychelidae zählten zu den Langustenartigen (Palinura). Mit deren Splittung werden sie heute zu den von Gerhard Scholtz und Stefan Richter aufgestellten Polychelida gezählt. In jenen Polychelida sind die Polychelidae die einzige rezent bekannte Familie und das Schwestertaxon der ausgestorbenen Coleiidae.
Die Familie der Polychelidae besteht aus sieben Gattungen, wovon eine nur fossil bekannt ist. Auf die sechs rezenten Gattungen entfallen insgesamt 38 Arten. Die Gattung Willemoesia scheint ein basales Taxon zu sein (vgl. Kladogramm) und wird auch als ursprünglichstes bzw. primitivstes Taxon der Polychelidae beschrieben.
Gattungen der Polychelidae:
- † Antarcticheles Aguirre-Urreta, Buatois, Chernoglasov & Medina, 1990
- Cardus Galil, 2000
- Homeryon Galil, 2000
- Pentacheles Bate, 1878
- Polycheles Heller, 1862
- Stereomastis Bate, 1888
- Willemoesia Grote, 1873